# Striano
Striano là một đô thị ở tỉnh Napoli ở vùng Campania, cách khoảng 25 km về phía đông của Napoli. Tại thời điểm ngày 31 tháng 12 năm 2004, đô thị này có dân số 7.716 người và diện tích là 7,6 km².
Striano giáp các đô thị: Palma Campania, Poggiomarino, San Giuseppe Vesuviano, San Valentino Torio, Sarno.